# Schizotetranychus paraelymus
Schizotetranychus paraelymus är en spindeldjursart som beskrevs av Fabiola Feres och Flechtmann 1995. Schizotetranychus paraelymus ingår i släktet Schizotetranychus och familjen Tetranychidae. Inga underarter finns listade i Catalogue of Life.